# سیارک ۹۳۵۶
سیارک ۹۳۵۶ (به انگلیسی: 9356 Elineke، نامگذاری:1991YV) نه هزار و سیصد و پنجاه و ششمین سیارک کشف شده‌است که در ۳۰ دسامبر ۱۹۹۱ کشف شد.